# Diplazium subalternisegmentum
Diplazium subalternisegmentum är en majbräkenväxtart som beskrevs av Praptosuwiryo.
Diplazium subalternisegmentum ingår i släktet Diplazium och familjen Athyriaceae. Inga underarter finns listade i Catalogue of Life.